# 大花万寿竹
大花万寿竹（学名：Disporum megalanthum）是秋水仙科万寿竹属的植物，为中国的特有植物。分布于中国大陆的甘肃、湖北、四川、陕西等地，生长于海拔1,600米至2,500米的地区，多生在林下、林缘及草坡上，目前尚未由人工引种栽培。